# Ouvrage hydraulique

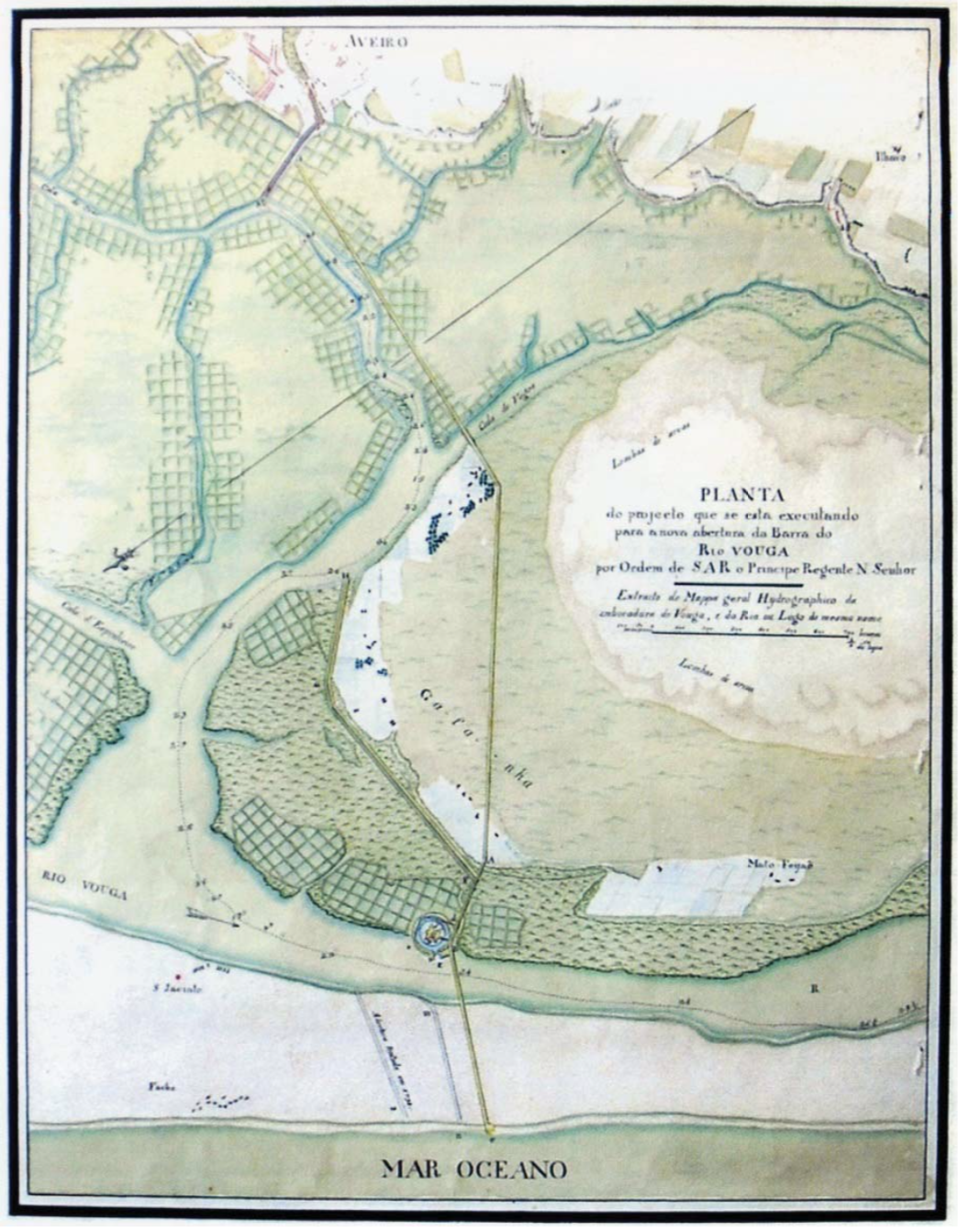
Plan d'un projet d'ouvrage hydraulique reliant la Vouga par Reinaldo Oudinot, 1802.

Un ouvrage hydraulique est un ouvrage permettant la gestion d'un écoulement.
Ce peut être un simple dispositif permettant à un cours d'eau de s'écouler sous une voie ferrée ou routière ou un ouvrage plus complexe ayant un autre but.

## Ouvrages liés à la gestion de l'eau
Selon leur fonction, les types d'ouvrages suivants peuvent être distingués :
- seuil hydraulique ;
- prise d'eau ;
- ouvrage d’adduction ;
- ouvrages de stockage : réservoir d'eau, barrage, ouvrage écrêteur de crue ;
- ouvrage d’exploitation : ouvrage de soutien d’étiage ;
- ouvrage de fuite ;
- ouvrage de restitution ;
- ouvrages de protection : digue, etc.